# Галка альпійська
Га́лка альпі́йська (Pyrrhocorax graculus) — вид птахів з родини воронових (Corvidae), близька родичка клушиці. Мешкає у високогірних районах на висоті від 1500 до 3900 м над рівнем моря.

## Зовнішній вигляд
Альпійська галка досягає розмірів від 36 до 39 см і має розмах крил від 65 до 74 см. Її оперення чорне, дзьоб — жовтий, а лапи — червоні. Зіниці чорного кольору. Між представниками обох статей статевого диморфізму не спостерігається.

## Поведінка
Альпійська галка дуже добре літає, використовуючи потоки повітря для паріння. Вона легко слідує за родичами і показує дивовижні літальні маневри. Цей птах вельми соціальний і велику частину часу спостерігається у великих зграях, що складаються з понад сотні осіб. У пошуках залишків їжі альпійська галка часто втрачає страх перед людиною і з'являється у лижних хатинах і підйомниках.

## Поширення
Альпійська галка зустрічається тільки на великій висоті. Як не перелітний птах вона мешкає цілий рік в одному місці. До її ареалу відносяться Альпи, Піренеї, Атлаські гори, італійський регіон Абруццо, Балканський півострів, Кіпр, південь Туреччини, Кавказ, а також Гімалаї. В Україні рідкісний залітний птах.

## Живлення
Їжа альпійської галки влітку головним чином складається з комах і безхребетних, а взимку з ягодами, насінням, яйцями і падлом.

## Розмноження
Альпійська галка гніздиться на крутих і важкодоступних скелях. Гніздо споруджується в ущелинах і інших поглибленнях. За один раз альпійська галка відкладає від 3 до 5 яєць, які вона насиджує від 18 до 21 дня. Після вилуплення дитинчата проводять у гнізді трохи більше місяця, перш ніж стають самостійними. На волі тривалість життя цих птахів доходить до 20 років.

## Галерея

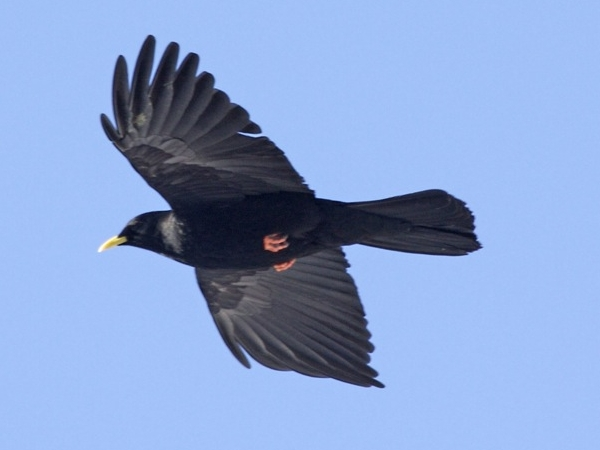
В польоті
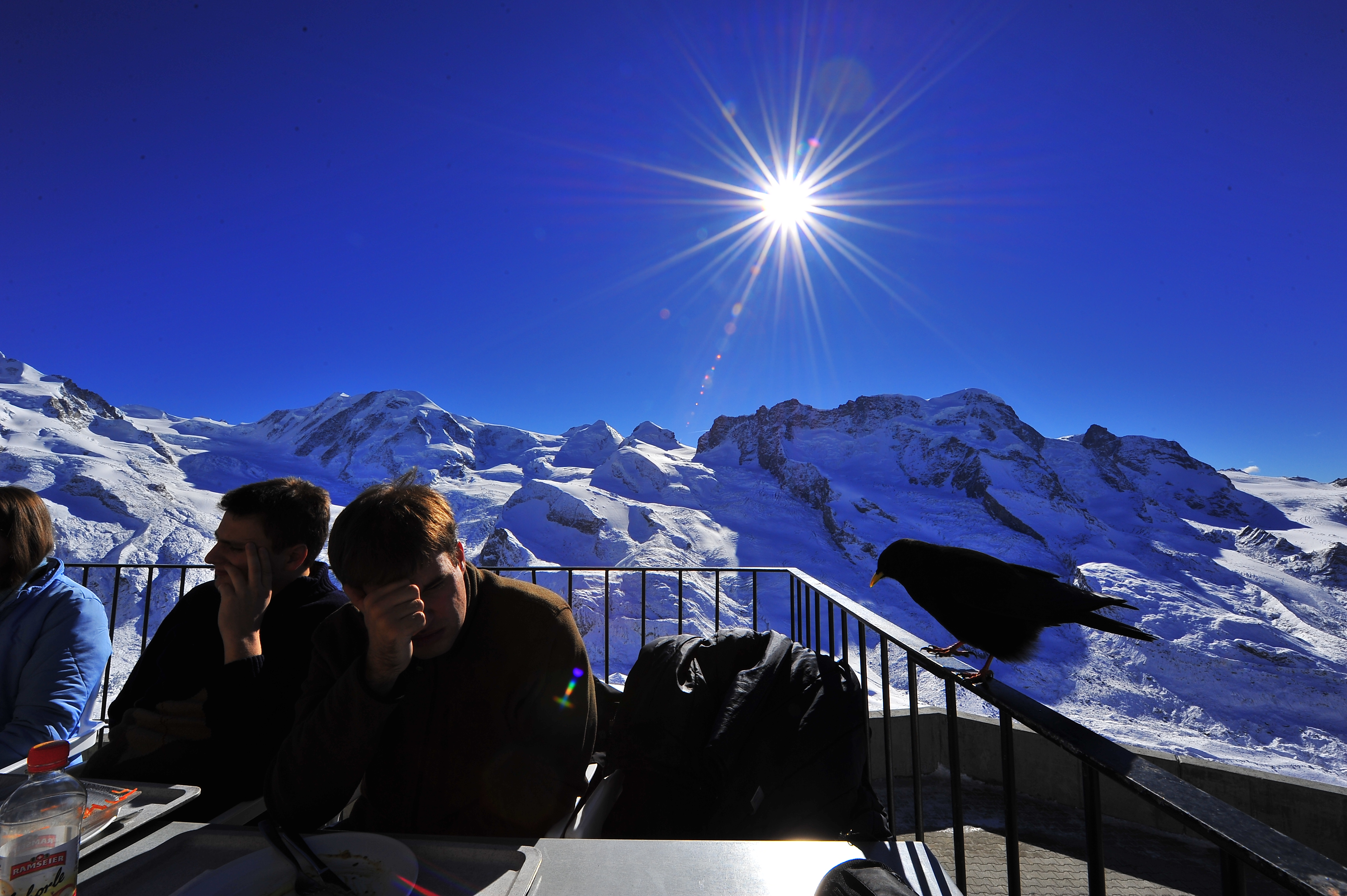
Біля людей
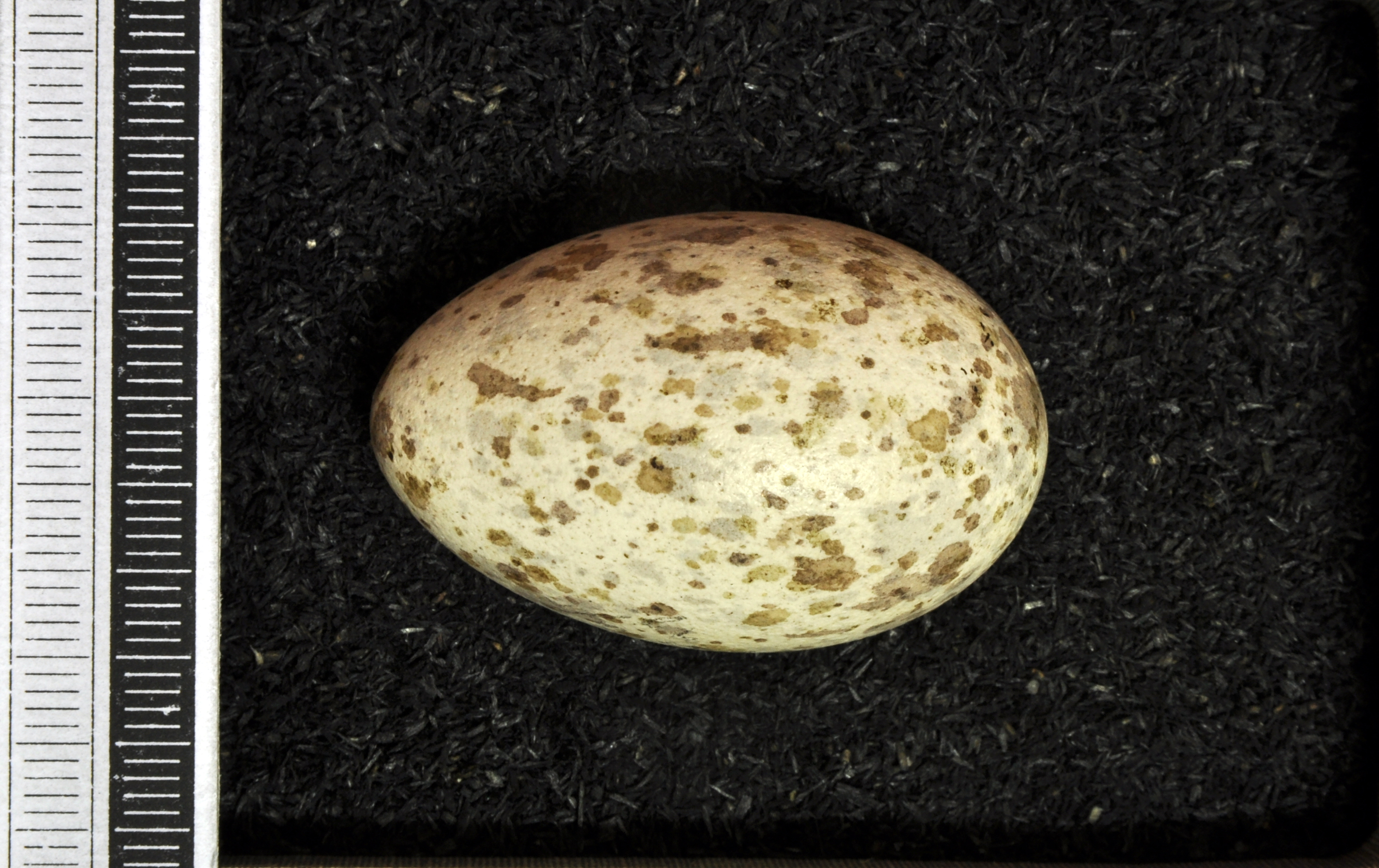
Яйце
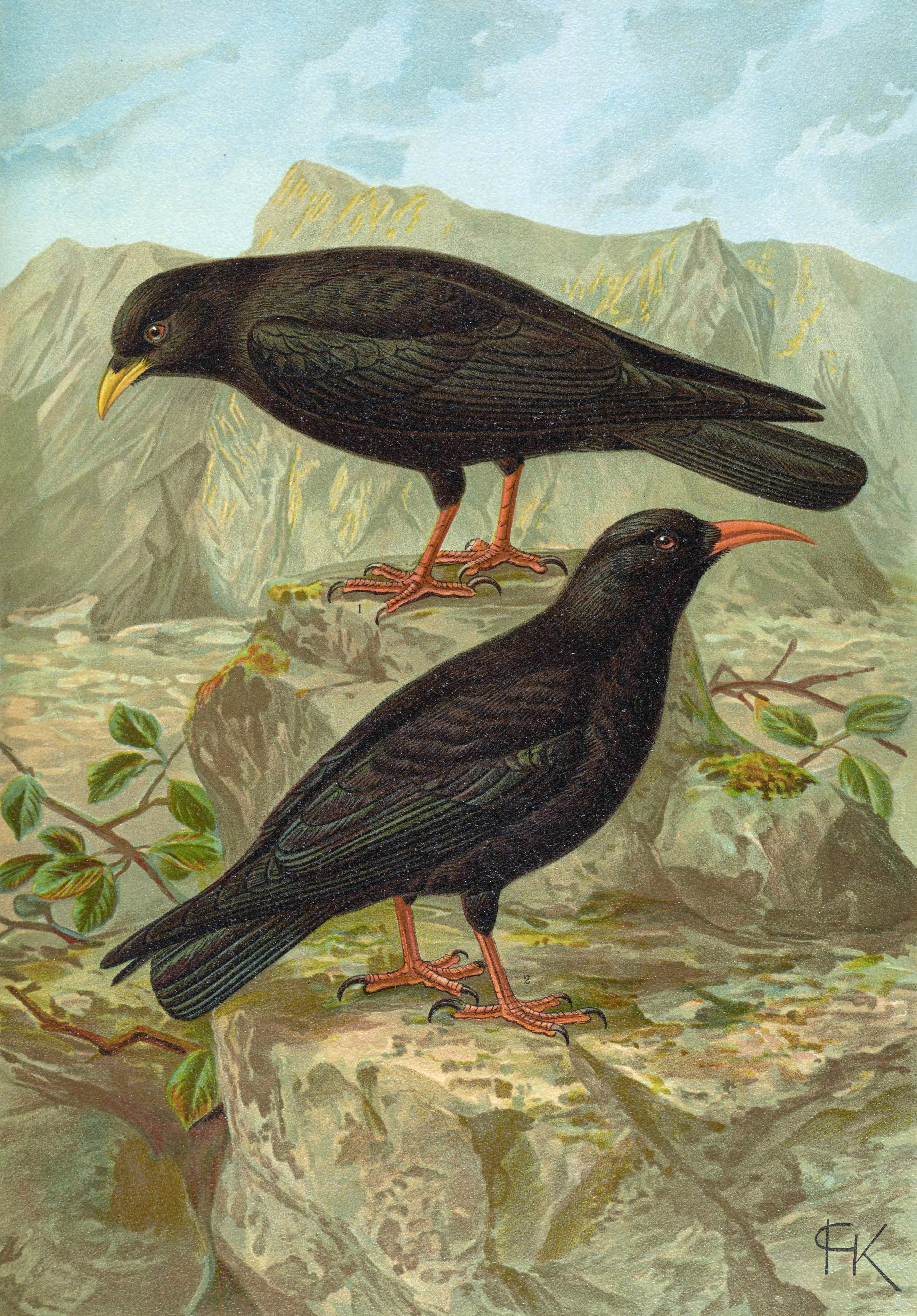
червонодзьоба Pyrrhocorax pyrrhocorax й жовтодзьоба Pyrrhocorax graculus